# Старорусская улица (Санкт-Петербург)
Старору́сская у́лица — улица в Центральном районе Санкт-Петербурга. Проходит от Мытнинской улицы за Новгородскую улицу. На северо-запад продолжается 5-й Советской улицей.

## История
На плане 1849 года участок от Мытнинской улицы до Синопской набережной как Мытнинская улица. Название дано по Мытному двору (дом 1). С 1870 года — Мытнинский переулок. На плане 1883 года обозначена как Мытный переулок.
Современное название присвоено 16 апреля 1887 года в границах от Мытнинской улицы до Синопской набережной по городу Старая Русса в ряду улиц Рождественской части, названных по городам Новгородской губернии. Участок у Синопской набережной в 1950-е годы вошёл в территорию Центральной ТЭЦ.

## Примечательные здания и сооружения
- № 1 — Мытный двор;
- Овсянниковский сад;
- дом № 2 — церковь Шестаковской иконы Божией Матери Грузинского прихода;
- дом № 3  7831747000 — городская больница № 46 святой Евгении. В 1894 году по ходатайству Её Императорского Высочества Евгении Максимилиановны — принцессы Ольденбургской на базе Общины сестёр милосердия им. Святой Евгении на Старорусской улице была основана лечебница для малоимущих. С 1921 года больница стала носить имя Я. М. Свердлова («Свердловка»);
- дом № 5/3 — доходный дом М. Н. Полежаева[1];
- дом № 8 — церковь Шестоковской иконы Божией Матери;
- дома № 8А, 10  7802506000 — подворье Шестоковского Вознесенского женского монастыря, 1895—1897 гг., 1897—1900 гг. (арх. Н. Н. Никонов), 1904 г. (арх. Александр Пуринг);
- центральная ТЭЦ (на Новгородской улице).